# Ponticola rhodioni
Ponticola rhodioni är en fiskart som först beskrevs av Vasil'eva och Vasil'ev, 1994.  Ponticola rhodioni ingår i släktet Ponticola och familjen smörbultsfiskar. Inga underarter finns listade i Catalogue of Life.